# Sanjay Gupta (réalisateur)
Pour les articles homonymes, voir Sanjay Gupta.
Sanjay Gupta, né à Bombay, est un réalisateur, scénariste et producteur de cinéma indien.

## Biographie
Sanjay Gupta est un réalisateur connu pour ses films d'action rythmés et à l'esthétique élégante mais aussi pour faire des films parfois à la limite du plagiat comme Kaante (2002), très inspiré de Reservoir Dogs, et Zinda (2006), remake non officiel de Old Boy. Il a été nommé pour le Filmfare Award du meilleur réalisateur pour Kaante.

## Filmographie

### Réalisateur
- 1994 : Aatish
- 1995 : Ram Shastra (en)
- 1997 : Hamesha
- 2000 : Khauff (en)
- 2002 : Kaante
- 2004 : Musafir (en)
- 2006 : Zinda
- 2007 : Dus Kahaniyaan (en)
- 2013 : Shootout at Wadala
- 2015 : Jazbaa
- 2017 : Kaabil

### Scénariste
- 1995 : Ram Shastra (en)
- 1997 : Hamesha
- 2000 : Khauff (en)
- 2002 : Kaante
- 2004 : Musafir (en)
- 2006 : Zinda
- 2007 : Dus Kahaniyaan (en)
- 2008 : Woodstock Villa (en)
- 2009 : Acid Factory (en)
- 2013 : Shootout at Wadala
- 2015 : Jazbaa